# Fortress MK-2
Le Fortress MK 2 est un véhicule produit par la société française d'armement Arquus . Il est le dernier né de la famille des VLRA (véhicule léger de reconnaissance et d'appui) 
Il conserve la mobilité de son prédécesseur le Fortress (présenté en 2014).
Arquus le présente comme un blindé léger, rustique, endurant, fiable et modulaire.

## Capacités techniques
Le MK2 possède une forte protection contre les mines terrestres les engins explosifs improvisés et les menaces balistiques potentielles sans pour autant augmenter sa masse. Il pourra transporter 11 soldats sur divers terrains grâce à une transmission 4 × 4, jusqu'à la vitesse de 120 km/h sur 1 200 km grâce à un moteur 6 cylindres de 340 ch offrant une puissance massique de 23 ch/t. Au niveau de l'armement il pourra utiliser les tourelles téléopérées Hornet proposées par Arquus dans le cadre du programme SCORPION, pouvant accueillir diverses mitrailleuses allant jusqu'au calibre 12,7 mm, des circulaires de  mitrailleuses blindées pouvant aller jusqu'à contenir une mitrailleuse de 14,5 mm, mais aussi des lance-grenades ou des détecteurs d'alerte laser et acoustiques des tirs,,. Mais aussi des lance-pots fumigènes et un système de protection active.
Il pourra être configuré de manière qu'il puisse être conduit à droite comme à gauche. Il possède une boîte de vitesses automatique et une suspension à roues indépendantes.

### Électronique
Le Forteress MK 2 embarquera le réseau vétronique "battlenet" d'Arquus, il sera aussi doté d'intercoms ou de radios de BMS (battery management system) et d'une console d'équipage.